# Carola Hoffmann
Carola Ingrid Hoffmann, nach Heirat Carola Ingrid Boomes (* 6. November 1962 in Goslar), ist eine deutsche Hockeyspielerin. Sie war Weltmeisterschaftszweite 1986.

## Sportliche Karriere
Die 1,72 Meter große Carola Hoffmann spielte für Eintracht Braunschweig und wechselte nach 1988 zum HTC Stuttgarter Kickers. In der Nationalmannschaft spielte die Abwehrspielerin von 1985 bis 1989 und wirkte in dieser Zeit in 70 Länderspielen mit.
Bei der Weltmeisterschaft 1986 in Amstelveen war sie in allen sieben Partien dabei. Die deutsche Mannschaft spielte in der Vorrunde viermal Unentschieden und siegte gegen die Mannschaft aus der Sowjetunion. Nach einem Halbfinalsieg über die Kanadierinnen unterlagen die Deutschen im Finale den Niederländerinnen.
Zwei Jahre später beim olympischen Hockeyturnier 1988 in Seoul verlor die deutsche Mannschaft in der Vorrunde zweimal und musste in die Platzierungsrunde, mit zwei Siegen erreichte die Mannschaft den fünften Rang. Hoffmann wurde in allen fünf Spielen eingesetzt.
Carola Boomes ist als Studiendirektorin an der Merz-Schule in Stuttgart Gymnasiallehrerin für Mathematik und Sport. Sie blieb im Masters-Bereich als Hockeyspielerin aktiv und gehörte sowohl im Ü45-Bereich als auch später im W55-Bereich zum Kader der jeweiligen Nationalmannschaft.